# Minobu (Yamanashi)
Minobu (jap. 身延町, Minobu-chō) ist eine Stadt (-chō) im Kreis (-gun) Minami-Koma der japanischen Präfektur (-ken) Yamanashi. Im Juli 2012 hatte die Stadt, mit einer Bevölkerungsdichte von 45,7 Einwohnern pro km², eine Einwohnerzahl von ca. 13.798.

## Geografie
Minobu liegt im Süden der Präfektur Yamanashi. Die Stadt, dominiert vom Berg Minobu, liegt am Fuji-Fluss. Wie das benachbarte Fujikawaguchiko grenzt die Gemeinde an den Motosu-See.

## Benachbarte Gemeinden

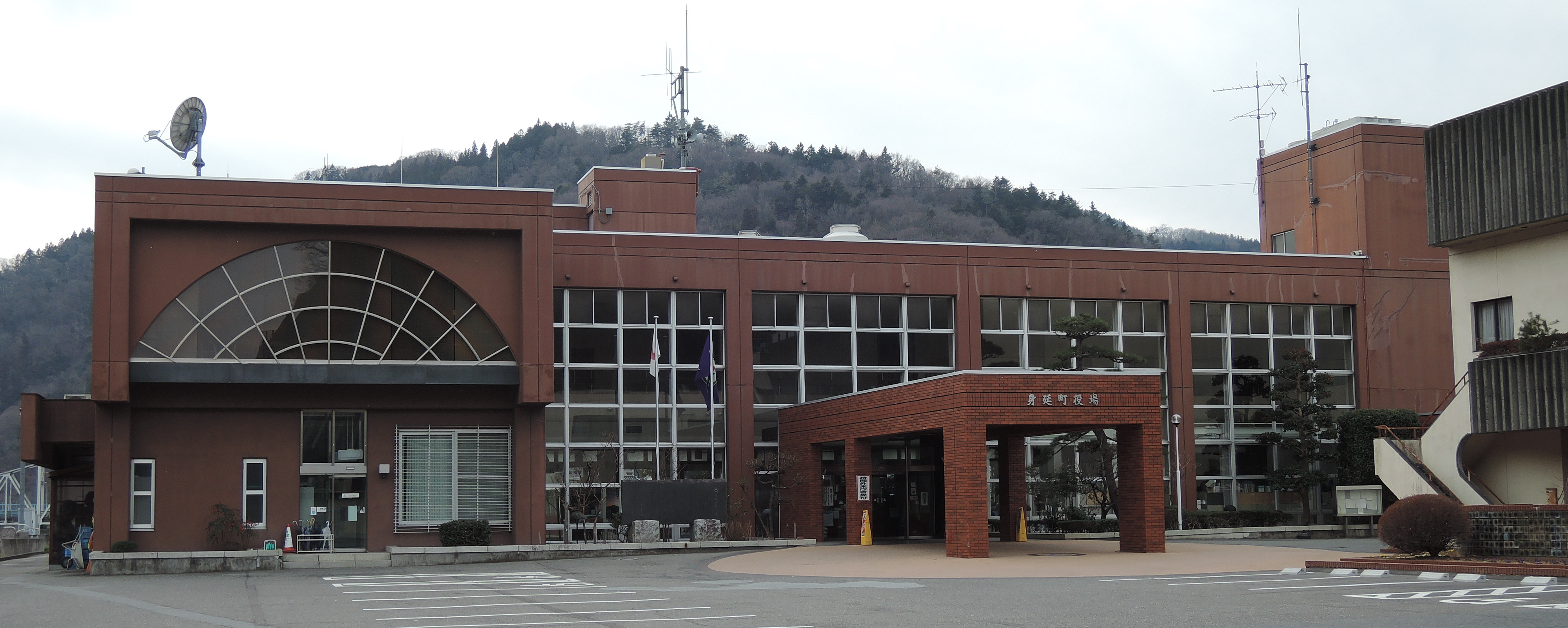
Rathaus

- In der Präfektur (-ken) Yamanashi:
  - die kreisfreie Stadt (-shi) Kōfu
  - im Kreis (-gun) Süd-Koma die Städte (-chō)
    - Nanbu
    - Hayakawa
    - Fujikawa

  - im Kreis Nishi-/West-Yatsushiro
    - die Stadt Ichikawa-Misato

  - im Kreis Minami-/Süd-Tsuru
    - die Stadt Fuji-Kawaguchiko
- In der Präfektur Shizuoka:
  - der Bezirk (-ku) Aoi der kreisfreien Stadt Shizuoka
  - die kreisfreie Stadt Fujinomiya

## Geschichte
Minobu entwickelte sich, ab der Kamakura-Zeit, ursprünglich als eine Ansiedelung vor den Toren des Kuon-ji Tempels, zu einer Stadt. Der Kuon-ji ist einer der wichtigsten Tempel der Nichiren-Shū und spielt in der Geschichte des Nichiren-Buddhismus eine bedeutsame Rolle. Der Berg Minobu gilt vielen Buddhisten als heilig.
Das spätere Minobu gehörte seit der Antike zum Kreis Koma der Provinz Kai. Nach der Meiji-Restauration entstand in der Provinz Kai die Präfektur Yamanashi und der Kreis wurde bei der Reaktivierung der Landkreise 1878 in Nord-, Mittel- und Süd-Koma geteilt: Seitdem gehört die Gegend zum Kreis Süd-Koma (Minami-Koma-gun). Am 1. April 1889 wurde Minobu-mura (身延村), die Dorfgemeinde Minobu, eingerichtet und damit eine der 22 neuen Gemeinden im Kreis. Am 1. Januar 1933 erhielt Minobu als Minobu-chō Stadtrechte. 1955 wurden drei benachbarte Dörfer (Shimoyama, Toyooka und Ōkōchi) eingemeindet. Am 13. September 2004 wurden die Städte Nakatomi und Shimobe eingemeindet.

## Bildung
- Minobusan-Universität[1]

## Verkehr
Schnell- und Regionalzüge von JR Central verkehren auf der Minobu-Linie von Fuji nach Kōfu und halten dabei unter anderem am Bahnhof Minobu.

## Sehenswürdigkeiten
- Kuon-ji – Einer der Haupttempel der Nichiren-shū. Seine Geschichte ist eng mit der Entstehung des Nichiren-Buddhismus verwoben.